# Maxim Alexandrowitsch Ossipow

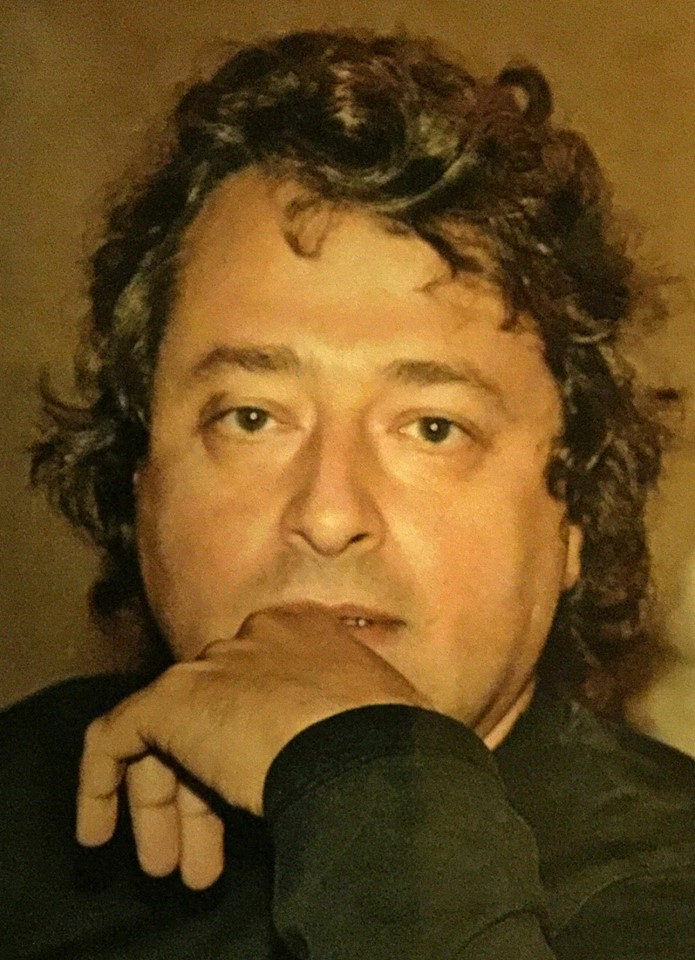
Maxim Ossipow (russischer Autor), 2014

Maxim Alexandrowitsch Ossipow (russisch: Максим Александрович О́сипов; * 4. Oktober 1963 in Moskau) ist ein russischer Kardiologe und Schriftsteller. Seine Kurzgeschichten und Essays wurden mit zahlreichen Preisen ausgezeichnet, seine Dramen in Russland am Theater inszeniert und im Radio übertragen.

## Leben
Ossipow wurde in Moskau geboren und erhielt seine medizinische Ausbildung an der Russischen Staatlichen Medizinischen Universität. Anfang der 1990er Jahre war er Fellow an der University of California, San Francisco. Nach seiner Rückkehr nach Moskau praktizierte er weiter, war Mitautor eines Lehrbuchs über klinische Kardiologie und gründete den Verlag Practica, der sich auf medizinisches, musikalisches und theologisches Material spezialisierte. Nach dem Umzug nach Tarussa, einer Stadt rund 100 Kilometer von Moskau entfernt, begann Ossipow seine Arbeit im örtlichen Krankenhaus. Er gründete eine gemeinnützige Stiftung, um die Finanzierung des Krankenhauses zu sichern und den Versorgungsstandard zu verbessern. Er lebte, schrieb und praktizierte Medizin in Tarussa.
Im März 2022 gehörte Ossipow zu den Unterzeichnern eines Appells russischsprachiger Schriftsteller an alle Russisch sprechenden Menschen, innerhalb Russlands die Wahrheit über den Krieg in der Ukraine zu verbreiten. Mitte Mai 2022 veröffentlichte er in der Zeitschrift The Atlantic einen Artikel, in dem er beschreibt, wie er sich nach Kriegsbeginn entschloss, Russland zu verlassen und über Armenien nach Deutschland zu reisen.

## Schaffen
Sein literarisches Debüt gab Ossipow 2007 in der Zeitschrift Snamja mit einem lyrischen Essay über seine Erfahrungen in Tarussa. Seine Werke wurden in sechs russischsprachigen Bänden mit Erzählungen und Essays publiziert. Für sein literarisches Schaffen wurde er in Russland unter anderem mit dem Kasakow-Preis, dem Bunin-Preis und den Belkin-Preis ausgezeichnet. Er verfasste auch Dramen, die von mehreren russischen Theatern aufgeführt wurden. Ossipows Werke sind in 18 Sprachen übersetzt. Mit seinem im Hollitzer Verlag in der deutschen Übersetzung von Birgit Veit erschienen Erzählband Nach der Ewigkeit stand er auf der Shortlist des 10. Internationaler Literaturpreis – Haus der Kulturen der Welt 2018. Die Neue Zürcher Zeitung bezeichnete ihn im Sommer 2018 als den „neuen Star der russischen Gegenwartsliteratur“. Die Literaturnobelpreisträgerin Swetlana Alexandrowna Alexijewitsch sagt über seine Erzählungen: „Ich liebe Maxim Ossipows Prosa. (...) Seine Erzählungen sind wie eine präzise, gnadenlose Diagnose des russischen Lebens.“
2021 erschien die zweite Sammlung von Geschichten und Skizzen auf Deutsch: Kilometer 101. Der Titel nimmt Bezug auf einem umgangssprachlichen Ausdruck für die Einschränkung der Bewegungsfreiheit unter der Propiska, dem sowjetischen System zur Kontrolle der Binnenmigration. Während des größten Teils der Sowjetära war es Kriminellen und anderen „Unerwünschten“, einschließlich angeblich rehabilitierter politischer Gefangener, die aus den Gulags zurückkehrten, oft nicht gestattet, sich größeren städtischen Zentren wie Moskau näher als 100 Kilometer anzusiedeln. 101 Kilometer von Moskau entfernt ist die Kleinstadt Tarussa, in der die meisten der Geschichten spielen.

## Auszeichnungen
- Kasakow-Preis (2010)
- Bunin-Preis (2013)
- Belkin-Preis (2012 und 2014)
- Shortlist 10. Internationaler Literaturpreis, Berlin (2018)

## Werke (in deutscher Sprache)
- Nach der Ewigkeit. Deutsch von Birgit Veit. Hollitzer, Wien 2018, ISBN 978-3-99012-454-3.
  - Enthält die Erzählungen: Der Schrei des Federviehs, Moskau – Petrosawodsk, Schere, Stein, Papier, Ein Mann der Renaissance, Der in den Wogenschwall des Meeres einst begrub, Cape Cod, Der polnische Freund, Pappkombinat Liebknechtzk, Bergarbeitersiedlung Ewigkeit, An der Spree, und Herzensgute Menschen.
- Kilometer 101. Skizzen und Geschichten. Deutsch von Birgit Veit. Hollitzer, Wien 2021, ISBN 978-3-99012-887-9.
- Große Möglichkeiten. Erzählungen. Aus dem Russischen von Susanne Rödel. In: Sinn und Form, 1/2023, S. 112–122